# 삼육구
삼육구(3-6-9)는 숫자를 이용한 놀이이다. 영어권 국가에서는 7의 배수와 7이 들어간 숫자에 숫자 대신 'Buzz'라고 말하는 '버즈'(Buzz) 게임을 하기도 한다.

## 놀이 방법
1부터 숫자를 이어나가되, 3, 6, 9가 들어가는 숫자나 3의배수가 나오면 숫자를 말하지 말고 박수를 치는 등의 다른 행동을 해야 한다. 33, 333과 같이 3, 6, 9가 여러 개 들어갈 경우 여러 번 쳐야 한다(예: 33, 36 등 → 박수 2번). 박수를 쳐야 하는데 그 숫자를 말하거나 박수를 치면 안 되는 숫자에서 박수를 칠 때, 또는 박수의 횟수가 틀렸을 때 패하게 된다.